# Biancolina japonica
Biancolina japonica is een vlokreeftensoort uit de familie van de Ampithoidae. De wetenschappelijke naam van de soort is voor het eerst geldig gepubliceerd in 1996 door Ishimaru.